# Erno Paasilinna
Erno Paasilinna, född 14 mars 1935 i Petsamo, död 30 september 2000 i Tammerfors, var en finländsk författare. Han var bror till politikern Reino och författaren Arto.
Hans första bok var novellsamlingen Kylmät hypyt, som utkom år 1967.

## Priser och utmärkelser
- 1984 – Eino Leino-priset
- 1984 – Finlandiapriset, för essäsamlingen Yksinäisyys ja uhma
- 1987 – statens femtonåriga konstnärsstipendium
- 1996 – Aleksis Kivipriset
- 1996 – Pro Finlandia-medaljen[4]